# Понта-Гроса
25°05′42″ пд. ш. 50°09′43″ зх. д. / 25.095° пд. ш. 50.161944444444° зх. д.
Понта-Торре це муніципалітет в штаті Парана, на півдні Бразилії. Чисельність населення на 2018 рік становить 348,043, за офіційними даними інституту, що займається в країні, він є 4-м самим густонаселеним містом в штаті Парана (77-е місце в Бразилії). Це теж найбільше місто в штаті більшою Курітіба, у радіусі 186 миль (300 км). Вона відома як Принцеса-дус-Кампус (англійською мовою: Принцеса полів) і капітал Сівки-ду-Парана (англійською мовою: Цивільний столиці штату Парана). Його врегулювання підключений до Каминхо Дас Тропас (англійською мовою: шлях війська), будучи однією з точок посадки tropeiros в середині високому пагорбі в трав'янистої рослинності. Місто вважається середнього розміру, що з'являються на центральному пагорбі, найбільш прискорений ріст відбувся в другій половині ХХ століття з ослабленням первинної економіки.
Понта-Гросса має одну з найбільших туристичних напрямків у державі, особливо в області природної краси, Віла-Велья Державний Парк знаходиться в межах муніципалітету. Кубок Віла-Велья посилається на своє місце в колективній уяві. Інші важливі види діяльності є важливим аграрного сектора як підстава для поставки товарів для місцевого агропрому. Мюнхен Фест, вечірка, присвячена німецькій культурі, також відомий як свято Національний, який Escuro (англійською мовою: Темний, який Національна партія), є найбільшим подією в Парана, яка зазвичай триває тиждень, з листопада по грудень.
В цьому місті, у промисловому секторі є основоположним. Це найбільший промисловий полюс в інтер'єрі Парана, спираючись на недавні інтенсивні індустріалізації (з 2013 року мінімум був 40 нових виробництв). В агропромисловому комплексі, деревообробної та металообробної галузі є основними типами заводи знайдено. Результат відображається у ВВП, в інтер'єрі бути нижче тільки у Фос-ду-Ігуасу, для яких він все ще може бути перевищена.

## Етимологія

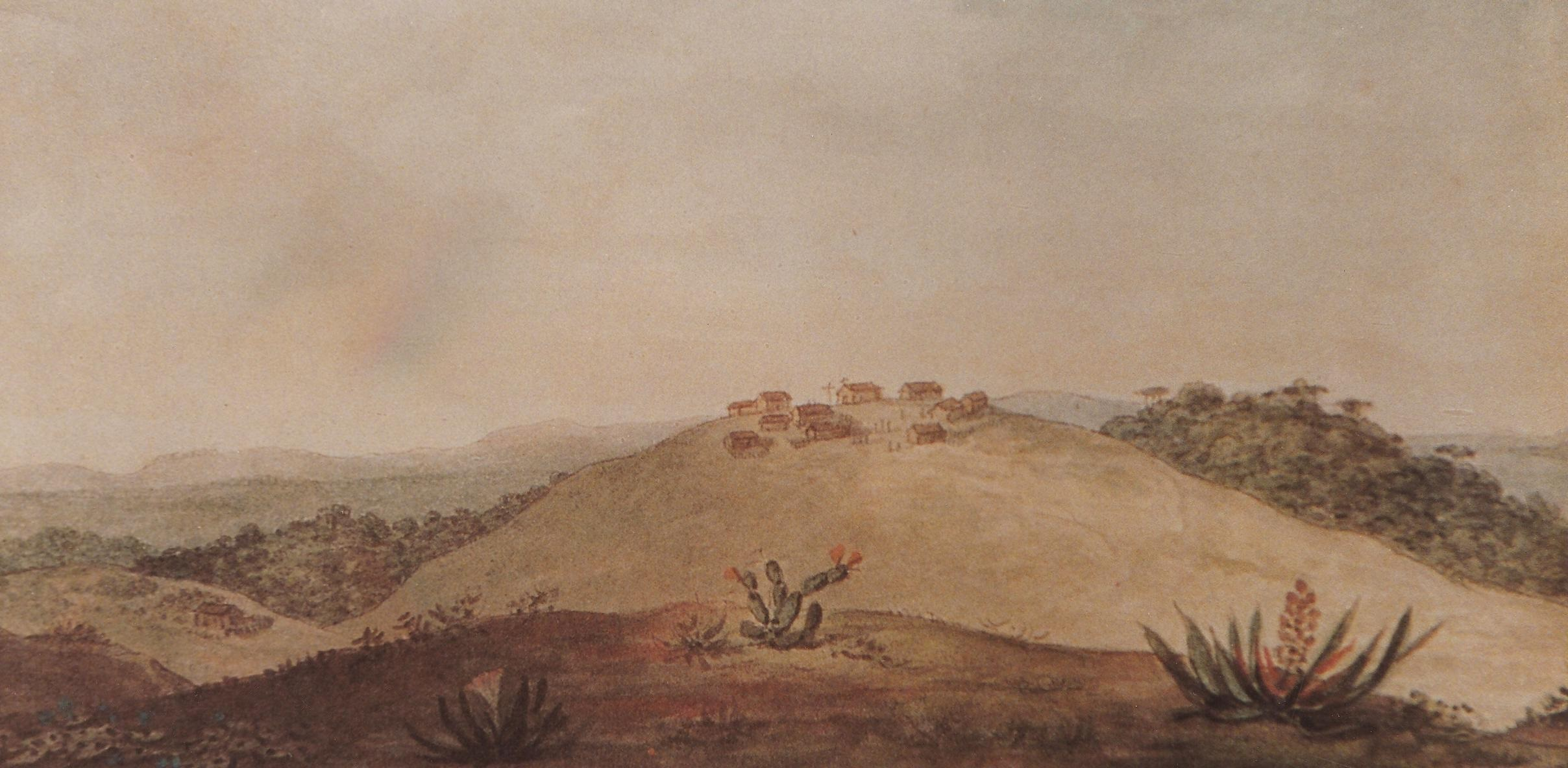
Пейзаж зображується debret розташованийв задній показана стара село в 1820 році, він зазначив, що згадані високому пагорбі в оточенні лісу попереду, у великому регіоні переважають поля

Місце, де він знаходиться є т. п. , пов'язані з пагорба бачив далекі відстані під час поїздки в кампус-Жерайс. Назву виник високий пагорб, який стояв перед усім пасовищах ландшафт своїм унікальним висота і капо Буша, який охоплює його. У tropeiros для позначення свого міста сказала, що вони були біля Понта-Гросса. Але інші історії мають таке ж уявлення, як у бригадира, коли він говорить фермер, місце, вибране для створення свого господарства, "є в Понта-Торре". Або навіть це ім'я було показано пізніше, коли господар поступився земель для поселення.
Понта-Гросса була б побудована на хуторі Мігель Роча Феррейра Карвальяс, хто вибрав його в якості сприятливих земель сільськогосподарського призначення. Ферми все ще існує по відношенню до Кастро. У 1871 році місто стали називати Питангуи, але в наступному році він відновив свою первісну номенклатуру. Іноді це є метою злого гумору через те, що його ім'я може відправити у португальський. Так чи інакше описує характеристики рослинності і регіонального рельєфу.

## Історія
Історії, як правило, приймається згідно історику Паоло Едуардо Діас де Мелло з tropeiros , які пройшли з їх muares до ярмарку Сорокабу. Понта-Гросса служив точку опори з 1703 в далеких плаваннях, які залишили Ріу-Гранді-ду-Сул. Уздовж дороги було освоєно charque, де м'ясо збереглося тільки з сіллю. На відміну від інших населених пунктів, Понта-Гросса не був заселений, групи корінного населення окупованих місцях на північ, з розширенням, конфлікти пізно прийшла з європейських поселенців, як, наприклад, міста - резерву, але за межами міського простору міста. Ще одна версія, але не обов'язково суперечать один одному, кажуть, що аграрії області буде запустити пару голубів і, де ці птахи землі ознаменує початок Фрегезия з будівництвом каплиці Місіс Сент-Енн.

### Колоніальні Експедиції
Понта-Гросса була його територія проходиться з XVI століття, коли в кампус-Жерайс були схрещені на іспанських експедицій, які вимагали від Санта-Катаріна узбережжі до Асунсьйоні, у Парагваї. Пізніше він був послідовно перенесений на рахунок seiscentistas бандейрантес, зокрема для захоплення тубільців. Португальська бандейрантис як Aleixo Гарсія перейшов в 1525 році, п'ять років потому перо Лобо Франсіско Чавес. У 1541 пройшов іспанця А. Нуньєс Кабеса де Вака , який мав деякі конфлікти племен і не занадто далекою. Також повідомляється, прохід без Піренейського: Ульріх Schmidel , що в ході приніс 20 парагвайський тубільці і чотирьох німецьких солдат з поточної Пауліста узбережжі.
Tropeiros, надають драйвери (як правило, мулів і ослів), які перевозять товари, використовувані регіону в маршрут, ландшафту у вигляді поля стали бажаними пройти з мулами і в майбутньому розведенням великої рогатої худоби. Фіксація у вигляді ферм tropeiros прийшов за іншими, як лікування та відгодівлю тварин або вони знаходяться там, тому що випадкові події розливу річки. Бажано, tropeiros вирішили влаштуватися на березі річки Верде і Питангуи. Для того, щоб зустрітися з цими людьми, торгівлі почали з'являтися, розкриття форм сіл і freguesias, як і у випадку Понта-Гросса та інших міст області. Але у фактичному володінні земельних ділянок, для цілей окупації і колонізації, у результаті якого заснування міста Понта-Гросса, проходило з 1800, коли кампус-Жерайс були під юрисдикцією Віла-Нова-де - Кастро.
Перші поселенці, які оселилися тут були фермери з штату Сан-Паулу, особливо через велику кількість природних пасовищ і красу кампус-Жерайс. Вони оселилися в околицях річок Верде і Питангуи, кидаючи насіння поселення місце. Незабаром після бенедиктинці з монастиря Святих отримала грант на ці поля, що називається Санта-Барбара ферми. Однак, в 1813 році, тимчасовий губернатор провінції Сан-Паулу, Д. Абреу Матеус Перейра, подарованих цими ж землями лейтенанту Atanagildo Пінто Мартінс, бандейранте з Парана хто perlustrated шлях в області долонь. На бенедиктинці протестували, стверджуючи, набутих прав, представивши термін концесії, але нічого цінного коштувало звернень, закінчуючи величезною галузі володіння бандейранте Atanagildo.

### Постійних Поселень

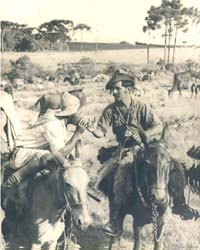
Tropeirismo залишилися на початку ХХ століття

Це було задовго до того, і він був паном кампус-Жерайс, то генерал-капітан Хосе Góes е Мораєс. Разом з Педро Такесе де Алмейда (крім іншого іменитого роду), що вимагало території між лівим берегом Итараре річки і верхів'я в Тибахи річки, вони пожертвували частину своєї землі до єзуїтам , які в околицях Сан-Мігель на березі річки, що впадає в Питангуи річки, споруджена в Санта-Барбарі робити Питангуи Церква. де вони встановили curato займає в компанії Ісуса , що жодного разу не знали видатних успіхів. Але шлях від головної дороги було відвернуто, викликаючи застій зростання міста, де спочатку побудували каплицю. У той же час поля були систематично зайняті, з появою великих фермах великої рогатої худоби. У цей період виділяється Бон-Сусесу ферми, сержант-майор Мігель Роча Феррейра Carvalhães, чий межа житлова площа, що сьогодні являє собою міський периметр Понта-Гросса. До 1750 до договору Мадриді було підписано, Понта-Гросса належав до Іспанської імперії. У Санта-Ана каплиця, побудована єзуїтські скорочення контролем іспанського уряду був використаний ораторське мистецтво в tropeiros і відпочинку в кампус-Жерайс з 1727 по дарчим від sesmaria з Itaiacoca або Питангуи. За скасування рабства, що не продовжили з катехизації і рабство, навіть з релігійними групами, які прийшли пізніше. Не далеко від ферми, в 1970-х роках людські кістки були знайдені, можливо, від рабів того часу.
Де сьогодні знаходиться кафедральний собор, був ранчо ІПН, зведені tropeiros, поруч з столітньої смоковниці, під який вони заклали хрест. Він був там у момент зупинки військ і мандрівників. Ще однією точкою відліку в цей час в Каса-де-Telhas (англійською мовою: будинок плитки), побудована єзуїтами для зв'язку з жителями регіону. У цьому будинку відзначалися офіси обряди і релігійних свят. У короткий час навколо Каса де Telhas з'явилися перші хати. На додаток до діючої в якості Церкви з проведення урочистостей був місцем відпочинку. Вважається, що будівництво цього ж була спроба прес-висоту-Понта-Гросса, до тих пір околиці Кастро в фрегезия. Цвинтар і каплиця були побудовані. Це той історичний момент, ніж версія голубами з'явиться для вибору місця через розбіжності між фермерами, описано в послідовності.
Фермер Мігель Роча Феррейра Carvalhães, передбачаючи майбутнє цього місця, прагнув стимулювати його прогрес. Домінгуш Тейшейра Лобо, Антоніо да Роша Carvalhães і Бенедіто Маріано Фернандес Рібас, і потрібно заснувати поселення, оскільки вони будуть вирішити труднощі церковних справах і цивільних процесах, так як вони були підсудні у Віла-Нова-де - Кастро. Повідомляється, що Carvalhães б замовив його бригадир, Франциско Мулату, щоб шукати відповідне місце в Боа Віста зимовий майна, щоб почати нове поселення. Вибране місце було б нинішньої передмісті Боа-Віста. При виконанні місії Франциско Мулату сказав би "Sinhô добре знає, тому що вона спирається на що Капон, який має товстий кінчик".
Затвердивши назву, але не місце, група фермерів вирішили, що на місці майбутнього селища буде де білий голуб з червоною стрічкою цибулю на шию, вільні у преріях, залишалися на ніч. Після багатьох зграй, птах приземлилася точно на хрест ранчо tropeiros , під столітньої смоковниці. існуючі там, будучи витлумачено як добру ознаку і приречення, для ефективного врегулювання Понта-Гросса. А каплиця була побудована з допомогою жителів, то тут у центрі уваги зростання в Старій Селі. Подається як одна з версій історії, істориків не маємо доказ того, що це було саме походження поселення. Навіть якщо і так, голуб використовується в якості символу у муніципальної влади з'являється в гімн, прапор, герб і Березня. Деякі джерела називають ім'я Естрела, як первісні найменування Понта-Гросса, "тому що це може бути видно з деяких лігах відстані, розташований в середині поля, на узвишші, як у цьому місті, як і раніше" (Земля майбутнього - Нестор Віктор).

### Консолідації
Понта-Гросса розглядається як місто з переважно міським особливо після 1800. Період, який служив в якості зони тяжіння, політичні дискусії починають виникати і навіть нових ферм. До цього моменту вона була цілком аграрної середовищі, де самодостатність домінуючою сортів. Заходи регулювання і органів юстиції введені в експлуатацію в якості контролю цивілізованості. Criatório (де худоба обробляються) і invernagem (період відпочинку тварин) стимулювало торгівлю. Так що фермер "повернення" стає tropeiro знову. Через сільське господарство не ефективно і, як наслідок, процес урбанізації йде повільно.
З тих пір місто неймовірно прогресувала. 15 вересня 1823 року, по імперської ліцензії, Фрегезия Естрела був створений, щоб бути першим вікарієм район батько Жоакім Перейра да Фонсека. У 1840 році вотчина була збільшена, по району, виражені Rincão круглого і пожертвував Домингос Феррейра Пінто. Обласний закон № 34, від 7 квітня 1855, був створений муніципалітет Понта-Гросса, з території розчленував муніципалітету Кастро, будучи належним чином встановлений на 6 грудня того ж року. Провінційний закон № 82, від 24 березня 1862 р., підняв міста в категорії Міста. 15 квітня 1871, з допомогою закону 281, був перейменований в Питангуи, але був перейменований в Понта-Гросса від 5 квітня 1872 року, провінційне закон 409. Понта-Гросса пройшла сидіння Комарка 18 квітня 1876, згідно із законом № 469, і був встановлений на 16 грудня він, припускаючи, що на цю дату як перший суддя Конрадо Еріксена.
У 1878 році з ініціативи Аугусто Рібас, у Росії-німецька колонізація почалася в муніципалітеті, через два роки після візиту імператора Педру II, головного заохочення імміграції, коли він залишався в резиденції великих Домингос Перейра Пінто, якого подарований титул барона Guaraúna. В уряд штату також заохочується фігура Lamenha Лінс. До середини XIX століття, всього 2,300 росіян-німців у регіоні в той час, коли місто зазнав покращення економічної ситуації за рахунок залізниці, яка до кінця позикових приходу слов'ян, італійців і деяких людей з Близького Сходу отримали від імператора Педру II.
Місто пережило великий прогрес від 2 березня 1894 р., коли Курітіба-Понта-Гросса залізниці був відкритий (дорога полегшило зв'язок між містами і можливість пройти), а через два роки будівництво Сан-Паулу-Ріу-Гранді-ду-Сул залізниці стали. їх становище, тут були встановлені протягом тривалого часу, кабінетах і майстернях залізниць. Де ремонт залізничних поїзди. Хоча деякі автори вважають також щось ідеалізоване, будівництво залізниці було важливо, Понта-Гросса entrocamento області. Розглядається як місто-перехрестя через будівництво магістралей і доріг, що дав цей геостратегічний користь. Залізниця була важлива для модернізації міста, а також його зростання в 20 столітті. З цього століття з установою Бразилії Республіки, землероби стали страждати від нестачі робочої сили, тому основний економічний джерело став мате і деревини. У 1904 році, коли Ернесто Гімарайнш Вильела був мером, електричного освітлення системи забезпечується Гімарайнш власну компанію Еріксена & Фільо був відкритий і водопостачання і каналізації розроблені і контролюються інженерами Альваро Соуза-Мартенсу і Джейкоб Schamber реалізував він тільки уклав з фінансуванням державних мер Теодоро Батіста Росас. Столітній ювілей заснування відзначався в адміністрації мера Brasílio Рібас.
17 жовтня 1930, Жетулио Варгас і його війська прибули на залізничний вокзал, який залишиться в республіці впродовж п'ятнадцяти років. З цього приводу Жетулио гуляв вулицями міста разом з генерал-полковником Galdinoбыл Луїс Естевес і Арістід Краузер Канто, будучи потішений популярні, які розмахували червоними хустками і прапорами, символом революції. До 1950-х років, Понта-Гросса був головним містом в інтер'єрі Парана, через залізниць, заводів обробки мате, вироби з шкіри і обробка деревини, а також семінари з виготовлення кераміки, серед яких виготовлення цегли. Це змінилося, коли міста виникали на півночі держави (наприклад: Лондріна і Сан-Паулу) залучені кавової промисловості. Навіть маючи відома, що в містах півночі були одержання та інших містах, які оцінили будівництво магістралі, осі Понта-Гросса-Курітіба б важливу роль у динаміці потоку кави. Крім банківського, адміністративного та комерціалізації промислових і сировинних ресурсів. Хоча це теж впливає, коли там були економічні проблеми у вирощуванні кави.
У 1970-ті роки ознаменували початок Понта-Гросса індустріальній фазі пов'язані з харчової промисловості та борошномельно користь. У 1990 році вона розширила свою третинного сектора, на додаток до отримання логістичних і виробничих компаній через свою географічну роль. Понта-Гросса був батьківщиною великих імен Парана політики, відомої як "цивільний капітал Парана" (англ: Цивільний столиці штату Парана).

### Адміністративний поділ
5 грудня 1931 набуває старий муніципалітет Кончас, що трапляється району (декретом № 2,439). У листах з 1936 року і в наступному році, Itaiacoca з'являється в інший район, що на 31 березня 1938 року був перейменований Серрадо (державний декрет-закон № з 6,667), повертаються до старої назви 20 жовтня того ж року (Державний декрет - закон від № 5773). 30 грудня 1943, Кончас став відомий як Uvaia (державний декрет-закон № 199 від). 11 вересня 1957 року район Guaragi, згаслого муніципалітет названий Ентре-Ріос (державний закон № 3,315), яка була включена в Палмейра. Piriquitos був останній район, підлягають декларуванню. Створено 13 березня 1962 року (державний закон № 4,556), залишаючи це район в 21 столітті. Сьогодні, у цілому, вони попередні чотири, включаючи штаб-квартиру.

## Географія
Понта-Гросса знаходиться на другому плато Паранаенсе (також відомий як плато Понта-Гросса, суспільства Сходу через Escarpa Devoniana), на широті 25º09 і довготу 50º16 ' західної довготи, столиці штату Парана до центру міста становить 70,8 км (114 км). У місті є 16 кварталів даючи міського району в сумі 172,41 км². Рельєф досить вибоїстій знайдено безліч долин у межах міської зони. Вона вважається головною дорогою і залізничним вузлом в Південній Бразилії. Він має доступ до федеральним шосе br-376, який підключається до північ від держави і надає доступ до БР-277 , який дозволяє отримати доступ із заходу на схід держави, у тому числі Курітіба і Фос-ду-Ігуасу. То ж дає доступ до шосе в південному напрямку, щоб відновити БР-376 дозволяють їхати в напрямку Санта-Катаріна.
Середня зарплата становить 2,7 бразильський мінімальної заробітної плати, розмістивши її в задовільному стані в Парана в порівнянні з іншими областями. Кількість людей з постійною роботою є 99,317, майже 1/3 населення, трохи більше цей показник являє собою кількість працівників, які отримують половину мінімальної заробітної плати, передбаченої для країни. Вартість навчання в школі складає 98,2%. ВВП на душу населення (2015) Р$ 34,941.59. У ІРЛП є 0,763 на 2010 рік. Дитяча смертність становить 11 випадків на кожну тисячу пологів, велике значення для державної статистики. Очищення стічних вод становить 81,3% по відношенню до труб підключений до мережі. Він також характеризується низьким міських лісорозведення по відношенню до більшості paranaenses міст. Для історико - географічні районування місто розташоване в Кампос Гераис-ду-Парана (в англійській мові: загальні поля Парана) найбільш важливі області. Для БІГС з офіційного районування місто розташоване в центрально-східному регіоні Парана. Размещающ в мезо та мікрорайон однойменної ім'я міського поселення.

### Клімат
За класифікацією Кеппена є Cfb, типовими для плато в південній частині Бразилії, яка зазвичай пояснюється як субтропічних високогір'їв з м'яким або теплим літом. Хоча далеко від берега має сильне океанічне вплив в поєднанні з висотою. Середня річна температура становить 63,5 °F (від 17,5 °C). Зими тут холодні до їх широті, але зазвичай м'який, щоб вважати помірної як справжній океан кліматі. Середня температура взимку (у липні) - з 56,7 °F (від 13,7 °C) і влітку (січень) становить від 70,5 °F (від 21,4 °C), висока температура середня відносно низька для даного місця. У рослин, зимостійкість яких у МСХ місто знаходиться в зоні 9б майже в своїй сукупності, у тій же зоні, що Центральної Флориди , з допомогою яких він забезпечує зростання з роду кедрових сосен, серед інших субтропічних видів. Різні долини мають важливе значення для створення мікрокліматичних зон з різною температурою і вологістю. Острови тепла може відбуватися в центрі, а Санта-Паула (крім міського щільності пов'язано з переважаючим напрямком схилів).

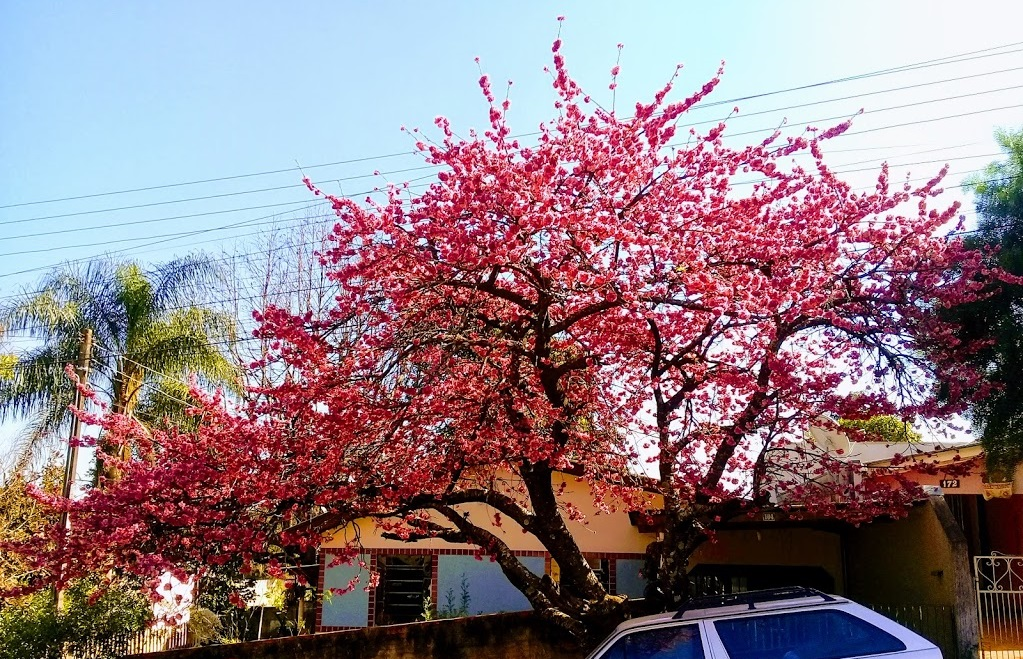
Вишневі дерева можуть вижити в субтропічному кліматі, як показано в Прикладі Понта-Торре

За даними Національного інституту метеорології (ІНМЕТ), бразильським інститутом, що належать до періоду з 1961 по 1973 роки (до 28 лютого), найнижча зафіксована температура у Понта-Гросса був 21,7 °F (-5,7 °C) на 9 червня 1967, і максимальна досягнута 94,5 °F (34,7 °C) на 3 листопада, 1968. Найбільший накопичених опадів протягом 24 годин був 5.1' (130,5 мм) на 13 лютого 1966 року. Інші великі скупчення становив 4,4' (110,9 мм) на 6 травня 1970 року і 3,9' (100 мм) від 4 липня 1965 року. Самій низькій відносній вологості повітря було зафіксовано у другій половині дня 9 червня 1967 року, на 14%. Сніг-це рідкісна подія, і немає ніяких історичних записів поверхневого накопичення, навіть якщо випадково помічені деякі місця понад століття, останній раз був 23 липня 2013 р. Починаючи з мокрим снігом. Інші роки були зафіксовані 1975 і 1981. Як правило, може залишатися до 20 років без виникнення, в інших випадках інтервал може бути 2 роки. Морози є найпоширенішим зимовим заходом, близько 5 щорічно замерзає.
Серпень і липень найпосушливіші місяці через холодне і сухе полярне повітря вперед. Січень і лютий-найбільш вологі через вологість, що аванси від тропічної Атлантики, у доповнення до випаровування себе в спекотні періоди генерації коротких і швидких конвективних дощів. Однак, у середньому відносна вологість повітря завжди висока. Число годин сонячного сяйва не сильно змінюється протягом сезону. Смерчі і циклони рідкісні і немає ніякої історії, принаймні, велику утрату з початку окупації, до щастя. Хоча є і аматорські відео, який виявив присутність "торнадо" 19 грудня 2010 року. В туман це звичайне зимове подія, яка може сприяти причиною нещасних випадків і затримки рейсів.